# Tayloria altorum
Tayloria altorum är en bladmossart som beskrevs av Theodor Carl Karl Julius Herzog 1916. Tayloria altorum ingår i släktet trumpetmossor, och familjen Splachnaceae. Inga underarter finns listade i Catalogue of Life.